# マーティン・スコセッシ 私のアメリカ映画旅行
『マーティン・スコセッシ 私のアメリカ映画旅行』（マーティン・スコセッシ わたしのアメリカえいがりょこう、原題：A Personal Journey with Martin Scorsese Through American Movies）は、1995年のドキュメンタリー映画。

## 概要
長さは225分。マーティン・スコセッシと英国映画協会が製作した。
スコセッシがお気に入りの映画を検証する。監督を4つのタイプに分けている。
- 「ストーリーテラー」タイプ
- 「イリュージョニスト」タイプ：D・W・グリフィスやF・W・ムルナウ
音声やカラーなどの技術革新の他、新たな編集テクニックを発明した。
- 「密輸業者」タイプ：ダグラス・サーク、サミュエル・フラー、ヴィンセント・ミネリ
破壊的なメッセージを隠した。
- 「偶像破壊者」タイプ：チャールズ・チャップリン、エリッヒ・フォン・シュトロハイム、オーソン・ウェルズ、エリア・カザン、ニコラス・レイ、スタンリー・キューブリック、アーサー・ペン、サム・ペキンパー
社会的慣例尊重主義を粉砕した。

本作は、セグメントで構成されている。
- パートI～監督のジレンマ～ストーリーテラー
  - 西部
  - ギャング映画
  - ミュージカル
- パートII
  - イリュージョニスト
  - 密輸業者1
- パートIII
  - 密輸業者2
  - 因習破壊

1995年にイギリス・チャンネル4で放送された。

## 登場する映画

### パートI
- 悪人と美女（1952年）：ヴィンセント・ミネリ
- 白昼の決闘（1946年西部劇）監督キング・ヴィダー/ウィリアム・ディーターリ
- 女はそれを我慢できない（1956年ミュージカル映画）監督フランク・タシュリン
- 生命よりも大きい（1956） ニコラス・レイ
- めまい（1958年サイコスリラー映画）アルフレッド・ヒッチコック
- 裸のキッス（1964年ネオ・ノワール映画）サミュエル・フラー
- 契約による殺人（1958年フィルム・ノワール）監督アーヴィング・ラーナー
- レッドハウス（1947年サイコスリラー）デルマー・デイヴィス
- フェニックスシティーストーリー（1955年フィルム・ノワール）フィル・カールソン監督
- サリバン・ガリバー旅行（1941年のコメディ映画）プレストン・スタージェス
- 群集（1928年無声映画）監督キング・ヴィダー
- ビッグパレード（1925年無声映画）監督キング・ヴィダー
- 疑惑の影（1943年のスリラー映画）アルフレッド・ヒッチコック
- スミス都へ行く（1939年）フランク・キャプラ
- 大列車強盗（1903年西部劇）監督エドウィン・S・ポーター
- 豚路地三銃士（1912年）D・W・グリフィス
- ハイシエラ（1941年）ラオール・ウォルシュ
- 死の谷（1949年西部劇）監督ラウール・ウォルシュ（1941年『ハイシエラ』のリメイク）
- 駅馬車（1939年西部劇）監督ジョン・フォード
- 黄色いリボン（1949年西部劇）監督ジョン・フォード
- 捜索者（1956年西部劇）監督ジョン・フォード
- 復讐の荒野（1950年のアメリカ西部劇）監督アンソニー・マン
- 裸の拍車（1953年のアメリカ西部劇）監督アンソニー・マン
- 背の高いT（1957年西部劇）監督バッド・ベティカー
- 左利きの拳銃（1958年アメリカ西部劇）監督デビュー作アーサー・ペン
- 許されざる者(1992年のアメリカ西部劇映画)監督クリント・イーストウッド
- 胸の大きい：伝説トリビュート(1971年のドキュメンタリー)ジョン・フォード
- パブリック・エネミー(1931年アメリカのプリコード犯罪映画)ウィリアム・A・ウェルマン
- 再生(1915年)ラオール・ウォルシュ
- 暗黒街の顔役(1932年アメリカのギャング映画)ハワード・ホークス（およびリチャード・ロッソン）
- 禁酒(1939年の犯罪スリラー)ラオール・ウォルシュ
- 私は一人で歩いて(1948年のフィルム·ノワール)監督バイロン・ハスキン
- 悪の力(1948年のフィルム・ノワール)監督エイブラハム・ポロンスキー
- 殺しの分け前/ポイント・ブランク(1967年アメリカ犯罪映画)ジョン・ブアマン
- 1935のゴールドディガー（1935年ミュージカル映画）バスビー・バークレー監督/振り付け
- 1933のゴールドディガー(1933年ミュージカル映画)監督マーヴィン・ルロイ・上演/振付バスビー・バークレー
- 42番街（1933年ミュージカル映画）監督ロイド・ベーコン・振り付けバズビー・バークレー
- フットライト・パレード（1933年ミュージカル映画）監督ロイド・ベーコン・振り付けバズビー・バークレー
- 若草の頃（1944年ミュージカル映画）監督ヴィンセント・ミネリ
- 私の夢はあなた次第です（1949年ミュージカル・コメディ）監督マイケル・カーティス
- ニューヨーク・ニューヨーク（1977年音楽映画）監督マーティン・スコセッシ
- バンド・ワゴン（1953年ミュージカル映画）監督ヴィンセント・ミネリ
- スター誕生（1954年ミュージカル映画）監督ジョージ・キューカー
- オール・ザット・ジャズ（1979年ミュージカル映画）監督ボブ・フォッシー

### パートII
- カメラマン（1928年サイレント・コメディー）監督エドワード・セジウィック
- 國民の創生（1915年の無声映画）監督D・W・グリフィス
- 死のマラソン（1913年無声映画）監督D・W・グリフィス
- Cabiria（1914年イタリア無声映画）監督ジョバンニ・パストローネ
- イントレランス（1916年の無声映画）監督D・W・グリフィス
- 十戒（1923年の無声映画）監督セシル・B・デミル
- サムソンとデリラ（1949年）監督セシル・B・デミル
- 十戒（1956年）セシル・B・デミル
- サンライズ(1927年の無声映画)監督、F・W・ムルナウ
- 第七天国(1927年の無声映画)監督フランク・ボーゼージ
- アンナ・クリスティ(1930年)クラレンス・ブラウン
- 彼女の男（1930年）テイ・ガーネット
- ビッグハウス（1930年）ジョージ・W・ヒル
- 天国に彼女を残して（1945年のフィルム・ノワール）監督ジョン・M・スタール
- 大砂塵（1954年西部劇）監督ニコラス・レイ
- 聖衣（1953年聖書大作映画）監督ヘンリー・コスター
- エデンの東（1955年）エリア・カザン
- いくつかは走ってきた（1958年）ヴィンセント・ミネリ
- ピラミッド（1955年）監督ハワード・ホークス
- ローマ帝国の崩壊（1964年）アンソニー・マン
- ヤング・インディ・ジョーンズ・クロニクルズ （1992年3月4日から1993年7月24日アメリカのテレビシリーズ）ジョージ・ルーカスとスティーブン・スピルバーグ製作
- 2001年宇宙の旅（1968年のSF映画）監督スタンリー・キューブリック
- キャット・ピープル（1942年のホラー映画）監督ジャック・ターナー
- 私はゾンビと歩いた（1943年のホラー映画）監督ジャック・ターナー
- 不明女性からの手紙（1948）マックス・オフュールスによって書かれた小説に基づいて、ステファン・ツヴァイクが監督
- スカーレット・ストリート（1945年フィルム·ノワール）監督フリッツ・ラング
- 迂回（1945年）エドガー・G・ウルマー
- 深夜の告白（1944年フィルム・ノワール）監督ビリー・ワイルダー
- 犯罪ウェーブ（1954年フィルムノワール）監督アンドレ・デ・トス
- アウトレイジ（1950年フィルム・ノワール）女優・先駆的な女性監督アイダ・ルピノ
- 拳銃魔（1950年フィルム・ノワール）監督ジョセフ・H・ルイス
- T-メン（1947年フィルムノワール）監督アンソニー・マン
- ひどい仕打ち（1948年フィルムノワール）監督アンソニー・マン
- 殺しのキッス（1955年フィルムノワール）監督ロバート・アルドリッチ

### パートIII
- シルバーロード（1954年）アラン・ドワン
- 天国が許可するすべて（1955年）ダグラス・サーク
- 生命よりも大きい（1956年）ニコラス・レイ
- 四十銃（1957年西部劇）監督サミュエル・フラー
- サウスストリートにピックアップ（1953年フィルム・ノワール）監督サミュエル・フラー
- ショック回廊（1963年）サミュエル・フラー
- もう一つの町の二週間（1962年）ヴィンセント・ミネリ

### 聖祭としてのディレクター
- 散りゆく花（1919年の無声映画）監督D・W・グリフィス
- 結婚行進曲（1928年の無声映画）監督エリッヒ・フォン・シュトロハイム
- 私はチェーンギャングから逃亡（1932年）マーヴィン・ルロイ
- ヘルズハイウェイ（1932年）監督ローランド・ブラウン
- ロードのワイルド・ボーイズ（1933年）ウィリアム・A・ウェルマン
- 販売のための英雄（1933年）ウィリアム・A・ウェルマン
- スカーレット皇后（1934年）監督ジョセフ・フォン・スタンバーグ
- 市民ケーン（1941年）監督と主演オーソン・ウェルズ
- 偉大なるアンバーソン家の人々（1942）監督と脚本オーソン・ウェルズ
- 欲望という名の電車（1951年）エリア・カザン
- 波止場（1954年）エリア・カザン
- アパッチ（1954年）ロバート・アルドリッチ
- 暴力教室（1955年）リチャード・ブルックス
- ワイルド・ワン（1953年）ラースローBenedek
- 助言・同意（1962年）監督オットー・プレミンジャー
- 突撃（1967年）スタンリー・キューブリック
- 私は死にたくない（1958年フィルム・ノワール）監督ロバート・ワイズ
- 黄金の腕を持つ男（1955年）オットー・プレミンジャー
- 成功の甘い香り（1957年フィルムノワール）監督アレクサンダー・マッケンドリック
- ワン・ツー・スリー（1961年のコメディ）ビリー・ワイルダー
- 俺たちに明日はない（1967年）アーサー・ペン
- ロリータ（1962年）監督スタンリー・キューブリック
- バリー・リンドン（1975年）スタンリー・キューブリック
- 顔（1968年）ジョン・カサヴェテス
- アメリカ・アメリカ（1963年）エリア・カザン
- 怒りの葡萄（1940年）ジョン・フォード